# Tom Hewitt
Tom Hewitt, né le 12 mars 1905 à Belfast et mort en juillet 1991 dans la même ville, est un joueur de rugby à XV qui a évolué avec l'équipe d'Irlande au poste d'ailier ou de centre.
Tom a eu un frère Frank qui a été international avec l'équipe d'Irlande à la même époque. 

## Carrière
Il a disputé son premier test match le 8 mars 1924 contre l'équipe du pays de Galles. Son dernier test match fut contre l'équipe du pays de Galles le 16 mars 1926. Tom Hewitt a remporté le Tournoi des cinq nations de 1926.

## Palmarès
- Vainqueur du tournoi des cinq nations en 1926

## Statistiques en équipe nationale
- 9 sélections en équipe nationale
- 8 points (2 essais, 1 transformation)
- Sélections par années : 2 en 1924, 3 en 1925, 4 en 1926
- Tournois des Cinq Nations disputés : 1924, 1925, 1926